# La Piriñaca
La Piriñaca ou Tía Anica La Piriñaca est une chanteuse de flamenco espagnole, née Ana Blanco Soto à Jerez de la Frontera en 1899 et morte en 1987 à Jerez de la Frontera. Elle devient une légende dans le monde du flamenco : sa meilleure période a coïncidé avec les années 1950 lorsqu'elle était accompagnée par Antonio Mairena. Elle se distingue par sa façon de distinguer les styles difficiles du flamenco, les siguiriyas, les airs de bulería et les bulerías de Jerez au rythme.

## Biographie
Ana Blanco Soto est née de parents pauvres à Jerez de la Frontera (Cadix) en 1899.
Elle n'était pas gitane, seulement à 1/8e, mais elle le paraissait. Elle a passé sa vie liée aux gitans de Jerez. Sur le terrain, après le travail, elle chantait autour des feux de camp. Tía Anica était pour ses compatriotes un symbole de gentillesse et un exemple d'abnégation face au dur labeur de la campagne andalouse.  Elle a appris le chant en interprétant des grands maîtres de Jerez comme Manuel Torre, Antonio Frijones et, surtout, Tío José el de la Paula.
Elle a arrêté de chanter après son mariage. Une fois veuve au début des années 1950, elle a repris le chant et s’y est consacré de manière professionnelle en 1950.
La naissance de la chaire de flamencologie signifie pour elle l'incorporation aux circuits de flamenco naissants les plus courants, mais uniquement au niveau local et régional. En 1959, il participe au Festival Hommage à Manuel Torre et Javier Molina, aux côtés de Juan Talega, Antonio Mairena, La Perla, Terremoto... En 1961, elle participe à la cérémonie de clôture du concours national de chant andalou, organisé à le Colegio Mayor de Cádiz et en juin et participe à l'hommage à María Lucena, tenu dans la cour du Palacio de la Marquesa de Campo Real. Elle enregistre un premier album en 1965. Sa voix avait une larme et un sens authentique.
Dans la taverne El Volapie de Jerez de la Frontera, La RTVE enregistre son art pour  Rito y géographie del cante  en juin 1973.
Accompagnée à la guitare par Manuel Morao, elle fut prise sous contrat par Antonio Mairena, pour son « Anthologie du chant flamenco et du chant gitan ». En 1985, elle a fait l’objet d’un hommage de la part de la chaire de flamencologie et des études folkloriques andalouses : le festival Fiesta de la Bulería.  
José Luis Ortiz Nuevo recueilli ses mémoires dans un livre intitulé J'ai eu mu Güena Star (1987). Pour Tía Anica, le chant faisait partie de son être et c'était la manière naturelle dont elle se manifestait. 
Elle a participé à des festivals et a reçu quelques hommages dans la vie. il avait un chant unique et original, apprécié aussi bien des amateurs et des spécialistes que de ses propres confrères.
Elle meurt à Jerez de la Frontera le 4 novembre 1987. Une rue lui est dédiée à Bormujos.

## Discographie
- 1959/65: Antología del cante flamenco y cante gitano, 3 lp's, Columbia, met M. Morao op gitaar
- 1967: Archivo del cante flamenco, 6 lp's, Vergara, met Parrilla de Jerez op gitaar
- 1971: Cantes de Triana y Jerez, lp, Ariola, met Parrilla de Jerez op gitaar
- 1971: Cantes de Triana y Jerez, 2 lp's, Ariola, met Parrilla de Jerez op gitaar
- 1971: Grandes figuras del cante, lp, Ariola, met Parrilla de Jerez op gitaar)
- 1971: Grandes figuras del flamenco, 5 lp's, Ariola, met Parrilla de Jerez op gitaar
- 1971: Antología de la seguiriya, lp, Ariola, met Parrilla de Jerez op gitaar
- 1971: Antología de las soleares, lp, Ariola, met Parrilla de Jerez op gitaar
- 1971: Antología de las bulerías, lp, Ariola, met Parrilla de Jerez op gitaar
- 1971: Joyas del flamenco, single, Ariola, Parrilla de Jerez
- 1971: Siempre jerez, lp, Polydor, met Tío Borrico (zang) en Pedro Peña
- 1971: Fiesta en Lebrija, lp, Polydor, met Pedro Peña op gitaar
- 1977: Cuatro veces veinte años, lp, RCA, met Diego Carrasco op gitaar
- 1977: Por el aire de Santiago, lp, RCA, met Diego Carrasco op gitaar
- 1996: La Tía Anica la Periñaca, cd, Grands cantaores du flamenco, volume 19, Le Chant Du Monde,